# Abobrinha-do-mato
A abobrinha-do-mato (Wilbrandia verticillata) é uma planta cucurbitácea. É também conhecida pelos pelas seguintes designações: ana-pinta, azougue-do-brasil, cabacinha, cipió-azougue e taiuiá.